# Sunny von Bülow
Martha Sharp "Sunny" Crawford von Bülow, född 1 september 1932 i Manassas i Virginia, död 6 december 2008 på Manhattan i New York, var en amerikansk arvtagerska och societetsdam. Hon var gift två gånger, först med prins Alfred von Auersperg (1936–1992) 1957–1965 och i andra giftermålet med Claus von Bülow (1926–2019) från 1966 fram till 1987.
Sunny von Bülow låg i koma i 28 år från den 21 december 1980 tills hon avled den 6 december 2008.
Händelserna som ledde till hennes vegetativa tillstånd beskrivs i filmen Mysteriet von Bülow med bland annat Glenn Close i rollen som Sunny och Jeremy Irons i rollen som hennes make Claus von Bülow.